# Exemplář
Exemplář (z lat. exemplar, vzor, příklad, kopie) znamená jednotlivý, samostatný a někdy i vybraný výskyt z určité třídy či množiny podobných objektů. Často má vedlejší význam typického, charakteristického, vzorového jedince. Odtud exemplární, vzorový (v dobrém i špatném), například „exemplární trest“ znamená odstrašující.